# کانیون ویو (کالیفرنیا)
کانیون ویو (به انگلیسی: Canyon View) یک منطقهٔ مسکونی در ایالات متحده آمریکا است که در شهرستان کالاوراس، کالیفرنیا واقع شده‌است. کانیون ویو ۹۴۴ متر بالاتر از سطح دریا واقع شده‌است.